# نیلز میدبو
نیلز میدبو (دانمارکی: Nils Middelboe؛ ۵ اکتبر ۱۸۸۷ – ۲۱ سپتامبر ۱۹۷۶) یک بازیکن فوتبال و ورزشکار دو و میدانی اهل دانمارک بود.
وی همچنین در تیم ملی فوتبال دانمارک بازی کرده است و سابقه کسب دو مدال نقره به همراه این تیم در بازی‌های المپیک تابستانی ۱۹۰۸ و ۱۹۱۲ را دارد.